# فرانز هوغنبيرك
فرانز هوغنبيرك (بالهولندية: Frans Hogenbirk)‏ (مواليد 18 مارس 1918) هو لاعب كرة قدم. يلعب مع منتخب هولندا لكرة القدم. سبق له أن لعب في كأس العالم لكرة القدم مع منتخب بلاده.

## روابط خارجية
- فرانز هوغنبيرك على موقع الاتحاد الدولي (مؤرشف)  (الإنجليزية)
- فرانز هوغنبيرك على موقع Soccerway.com (الإنجليزية)
- فرانز هوغنبيرك على موقع عالم كرة القدم.نت (الإنجليزية)